# Berthold Laufer

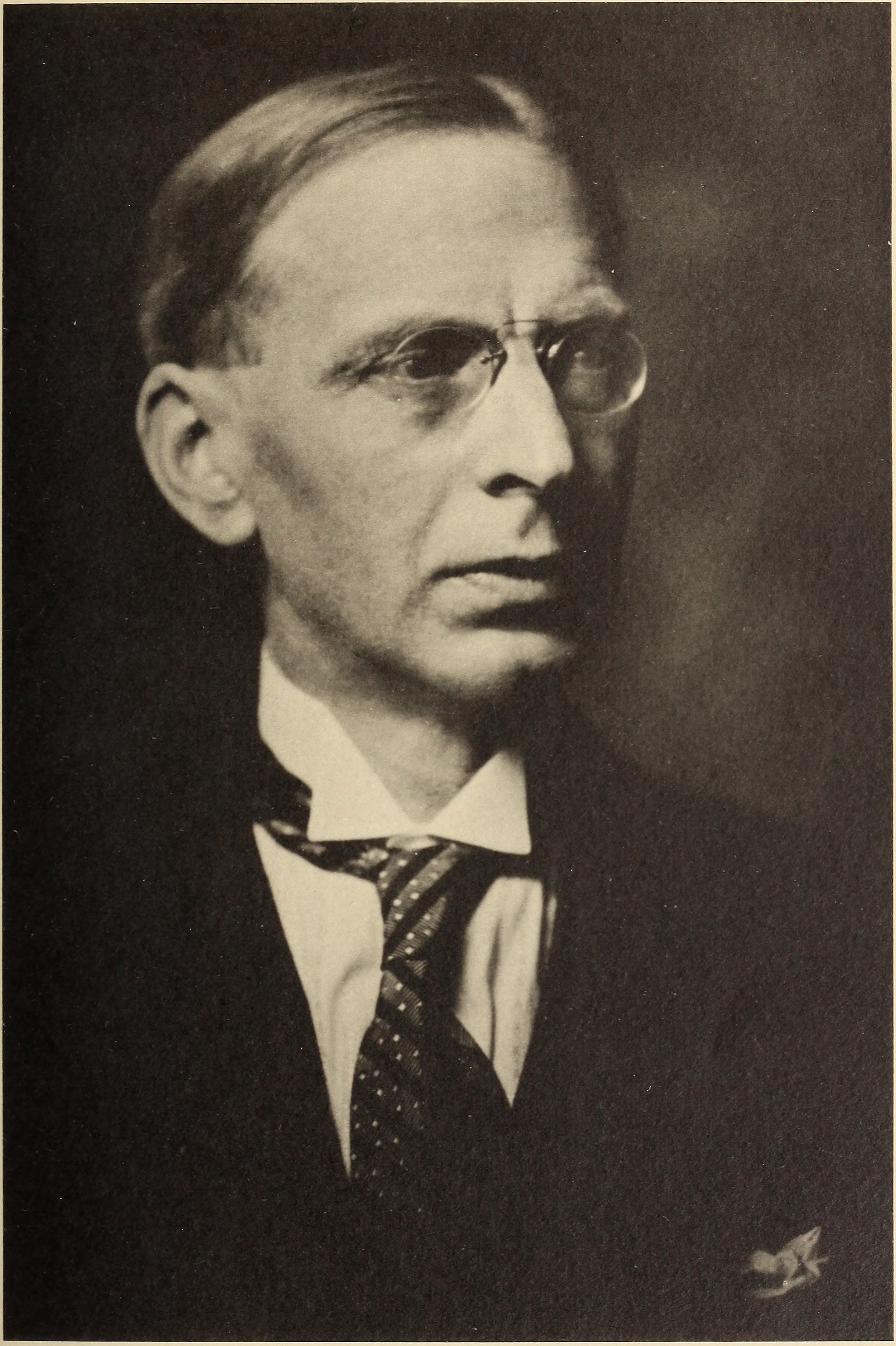
Berthold Laufer

Berthold Laufer (* 11. Oktober 1874 in Köln; † 13. September 1934 in Chicago) war ein deutscher Anthropologe, Sinologe und Ostasienforscher.

## Familie
Berthold Laufer war der Sohn der in Köln ansässigen Eltern Max und Eugenie Laufer, geb. Schlesinger. Die Großeltern väterlicherseits – Salomon und Johanna Laufer – gehörten dem jüdischen Glauben an: Sie feierten ihren 50. Hochzeitstag in der Synagoge von Krotoschin.
Sein Bruder Heinrich Laufer († 10. Juli 1935) arbeitete viele Jahre als Physiker in Kairo. In den USA heirateten Berthold Laufer und Bertha Hampton.

## Leben
Von 1884 bis 1893 besuchte Berthold Laufer das Friedrich-Wilhelm-Gymnasium in Köln. Er studierte seit 1893 Sinologie bei Wilhelm Grube an der Universität Berlin und Malaiisch bei Georg von der Gabelentz an der Universität Leipzig, wo Laufer 1897 mit einer Dissertation über die kritische Analyse eines tibetanischen Textes promoviert wurde. Außerdem studierte er Buddhismus bei Otto Franke, Tibetisch bei Georg Huth und Japanisch bei Rudolf Lange.
1898 emigrierte Laufer – angeregt von Franz Boas – in die USA. Zu dieser Zeit – von 1896 bis 1900 – war Boas stellvertretender wissenschaftlicher Leiter der anthropologischen Abteilung im American Museum of Natural History. In dem Museum arbeitete Laufer nach seiner Rückkehr von zwei Expeditionen als Assistent für Ethnologie von 1904 bis 1906. Von 1905 bis 1907 lehrte er Anthropologie und Ostasiatische Sprachen an der Columbia University. Als Kurator für Anthropologie am Field Museum of Natural History in Chicago wirkte Berthold Laufer von 1908 bis zu seinem Suizid. Laufer hinterließ mehr als 450 Publikationen, eine umfangreiche Privatbibliothek, Korrespondenzen, Notizen über work in progress und Sammlerobjekte in zwei Museen. Er hinterließ jedoch keine Schriftstücke mit persönlichen Informationen.

## Expeditionen
Berthold Laufer nahm an vier Expeditionen in den Orient teil:
- 1898 bis 1899: Jesup North Pacific Expedition zur Insel Sachalin und in die Amurregion von Ostsibirien
- 1901 bis 1904: Jacob H. Schiff Expedition nach China – von Jacob Henry Schiff finanziert[3].
- 1908 bis 1910: Leiter der Blackstone Expedition nach Tibet und China
- und dann 1923: Marshall Field Expedition nach China.

## Auszeichnung
- 1930: Mitglied der National Academy of Sciences
- 16. Juni 1931: Ehrendoktorwürde der Universität Chicago.

## Veröffentlichungen
Autor
- The Decorative Art of the Amur Tribes. Publications of the Jesup North Pacific Expedition, Bd. 4. The American Museum of Natural History, New York 1902.
- Jade. A Study in Chinese Archaeology and Religion. Field Museum of Natural History, Chicago 1912.
- Chinese Clay Figures. Part I: Prolegomena on the History of Defensive Armor. Field Museum of Natural History, Chicago 1914.
- The Beginnings of Porcelain in China. Field Museum of Natural History, Chicago 1917.
- Introduction of Tobacco into Europe. Field museum of natural history, Chicago 1924.
- Ivory in China. Field Museum of Natural History, Chicago 1925.
- The Giraffe in History and Art. Field Museum of Natural History, Chicago 1928.
- Geophagy, Publications of the Field Museum of Natural History. Anthropological Series, Vol. 18, No. 2, (1930), pp. 99, 101–198.
- Paper and Printing in Ancient China. The Caxton Club, Chicago 1931. Deutsche Übersetzung: Papier und Druck im alten China. In: Imprimatur, Bd. 5, 1934, S. 65–75.

Übersetzungen
- Der Roman einer tibetischen Königin. Buchschmuck nach tibetischen Vorlagen gezeichnet von Albert Grünwedel. Verlag Otto Harrassowitz, Leipzig 1911.
- Milaraspa. Tibetische Texte. Folkwang-Verlag, Hagen 1922.

Editionen
- Hartmut Walravens (Hrsg.): Kleinere Schriften von Berthold Laufer. Teil I: Publikationen aus der Zeit von 1894 bis 1910. 2 Bde. Steiner, Stuttgart 1998, ISBN 978-3-515-02128-9
- Hartmut Walravens (Hrsg.): Kleinere Schriften von Berthold Laufer. Teil II: Publikationen aus der Zeit von 1911 bis 1925. 2 Bde. Steiner, Stuttgart 1998, ISBN 978-3-515-02651-2
- Hartmut Walravens (Hrsg.): Kleinere Schriften von Berthold Laufer. Teil II: Publikationen aus der Zeit von 1925 bis 1934. Steiner, Stuttgart 1998, ISBN 978-3-515-03688-7

Bibliografie
- Journal of the American Oriental Society. Bd. LIV, S. 352–362.